# HKmap.live
HKmap.live és un servei de mapes en línia que té com a principal objectiu l'organització de manifestacions i la localització de protestants i de cossos policials a la ciutat de Hong Kong. L'aplicació, creada durant les revoltes populars de Hong Kong de 2019, recull informes de l'aplicació de xat Telegram per mostrar als usuaris les localitzacions de llocs on la policia patrulla, les zones on s'ha desplegat gas lacrimògen, els canons d'aigua de la policia, zones segures, tancament de carrers i estacions i altres detalls sobre les protestes que s'afegeixen a un mapa a temps real.
El servei, disponible en una versió web i en una aplicació per a dispositius Android que es pot descarregar a través de Google Play Store, no ha estat rebuda per tothom de la mateixa manera. Així doncs, algunes persones la veuen com una manera de protegir els i les manifestants, mentre que d'altres la veuen com una manera d'evadir la policia. Aquesta controvèrsia és, precisament, la que ha portat empreses com Apple a retirar l'app de la seva plataforma de descàrrega d'aplicacions.
Els i les partidàries de l'aplicació defensen que ajuda a els i les residents de Hong Kong a evitar enfrontaments entre la policia i les persones manifestants. L'aplicació és utilitzada per transeünts, manifestants, periodistes, turistes i fins i tot partidaris del govern.

## Contingut de l'aplicació: funcions i components
L'aplicació en qüestió consisteix en un mapa de la ciutat de Hong Kong que mostra la localització en directe de cossos policials o concentracions de protestants. Aquests, però, tan sols són alguns dels múltiples fets que pot arribar a exhibir. Per tal que això sigui possible, el servei fa ús d'una selecció específica de símbols iconogràfics similars a emoticones amb els quals és més fàcil la indicació concreta de cada esdeveniment sobre el plànol.
A cadascun dels diferents tipus de successos se'ls assigna un símbol diferent amb l'objectiu de facilitar la lectura del mapa. En la següent taula es poden apreciar els símbols més importants amb el seu corresponent significat:
| Símbol gràfic                    | Significat                                               |
| -------------------------------- | -------------------------------------------------------- |
| Obrer amb casc                   | Presència de manifestants                                |
| Bandera (negra i roja)           | Advertència per presència de policia                     |
| Gos                              | Presència d'unitats regulars de policia                  |
| Dinosaure                        | Presència d'unitats tàctiques de policia                 |
| Automòbil                        | Aproximació de cotxes policials                          |
| Símbol groc amb exclamació       | Alerta de precaució                                      |
| Doble signe d'exclamació vermell | Advertència per violència i/o brutalitat policial        |
| Símbol de prohibició             | Impossibilitat d'accés                                   |
| Camió de bombers                 | Desplaçament de bombers                                  |
| Ambulància                       | Desplaçament d'ambulàncies                               |
| Càmera fotogràfica               | Enllaç a retransmissions d'imatges en directe de la zona |

## Problemàtica amb Apple

### Refús inicial i aprovació de l'aplicació
La versió de HKmap.live per a iOS va ser presentada a Apple Inc. per primer cop el 21 de setembre de 2019 i fou descartada de l'App Store cinc dies després, aparentment a causa de certs errors en referència a les opcions de pagament. Quan aquest problema va ser resolt i es va tornar a presentar l'aplicació, però, Apple va rebutjar-la un altre cop, aquesta vegada per raons com la "motivació, facilitació i foment d'activitat il·legal". Com a resposta, el grup responsable de l'app va fer pública la seva creença que el motiu d'aquest refús estava més relacionat amb un error burocràtic que no pas amb la censura, afirmant que l'aplicació havia estat creada amb la finalitat de "mostrar el succés en directe de certs esdeveniments" a Hong Kong, i que en cap cas s'havia d'entendre com "un incentiu d'activitat il·legal". Per il·lustrar la injustícia que suposava el retirament de l'aplicació, es va comparar aquesta situació amb la d'altres aplicacions com Waze, una aplicació que té com a objectiu principal permetre que els conductors puguin evadir les càmeres de tràfic i els controls policials, afegint que, d'aquesta manera, Apple donava per fet que els usuaris de HKmap.live desobeirien la llei. Així doncs, Apple va desfer la seva decisió inicial el dia 4 d'octubre i l'aplicació fou llançada a l'App Store un dia després.

### Eliminació de l'aplicació
En un editorial publicat el 8 d'octubre de 2019, el People’s Daily, diari operat pel Partit Comunista de la Xina, va acusar Apple de donar suport a les protestes que llavors tenien lloc arreu de la ciutat de Hong Kong. L'article, que no mencionava concretament el nom de l'aplicació, explicava que l'admissió de l'app per part d'Apple convertia directament l'empresa en un còmplice dels aldarulls, ja que permetia que “grups avalotadors cometessin delictes públicament i evitessin detencions”. En aquest text, també es criticava Apple per permetre que l'himne de protesta “Glory to Hong Kong” seguís disponible al seu servei de música sota demanda. Verna Yu, de The Guardian, va descriure aquesta condemna com un intent per part de la Xina de pressionar empreses estrangeres perquè fessin un pas al seu costat, comparant-ho a un incident recent en què la Televisió Central de la Xina i altres companyies xineses van aturar col·laboracions amb l'NBA després que el mànager general dels Houston Rockets, Daryl Morey, fes un tuit en suport a les protestes de Hong Kong.
El 9 d'octubre, tan sols un dia després de la publicació de l'editorial, Apple va retirar l'aplicació del seu mercat. En un comunicat que va publicar, Apple explicava que l'app violava les seves directrius i normes locals, afirmant que aquest servei s'havia utilitzat principalment per a "l'atac de les forces policials" i "l'amenaça de la seguretat pública", d'acord amb la informació proporcionada pel Cyber Security and Technology Crime Bureau (CSTCB), departament oficial de la Policia de Hong Kong. Jack Nicas de The New York Times, va fer una observació en referència als fets: segons el periodista, Apple volia trobar l'estabilitat entre el manteniment de l'accés al mercat xinès i la imatge pública negativa de rendir-se al seu govern, destacant que Apple té més coses en risc a la Xina que qualsevol altra multinacional, ja que gran part de la seva producció té lloc en aquest país i, per tant, el seu funcionament depèn majoritàriament del mercat xinès). El grup desenvolupador de l'aplicació va criticar la decisió d'Apple un dia després a Twitter, on compartí un comunicat en què destacava que "HKmap.live no promociona o incentiva l'activitat criminal". També mencionava la manca de proves pel que fa a l'afirmació del CSTCB respecte la intenció principal de l'aplicació. Els usuaris que ja havien descarregat l'aplicació, no obstant això, poden seguir utilitzant l'app. Abans que fos retirada, l'aplicació d'iOS va arribar a ser l'app més descarregada de la categoria de Viatges a l'App Store de Hong Kong.

### Respostes
En un correu electrònic intern adreçat a tots els empleats d'Apple, el director general de l'empresa, Tim Cook, va defensar la decisió de retirar l'aplicació i va explicar que "fins ara, HKmap.live s'havia utilitzat maliciosament per a l'atac d'agents de cossos de seguretat i la victimització dels individus i la propietat en què no hi havia policia". Malgrat tot, les afirmacions de Cook van ser molt discutides per observadors internacionals a Hong Kong, que assenyalaven concretament que les violacions individuals, tal com havien estat descrites, no encaixaven amb allò que l'aplicació mostra. Charles Mok, un important membre del Consell Legislatiu de Hong Kong, va expressar en una carta dirigida a Cook que estava "profundament decebut" per la decisió de la multinacional, destacant que el servei era de gran ajuda perquè els residents de la ciutat poguessin evitar les àrees en què els peatons podrien veure's afectats per la brutalitat policial. Maciej Cegłowski, un cèlebre programador de software i activista que va viure les protestes de Hong Kong, va fer referència a la falta de proves substancials que demostressin la il·legalitat de l'aplicació i a la incapacitat de Cook per indicar específicament les lleis que s'havien desobeït, tornant a fer referència a la contradicció que suposava la disponibilitat d'aplicacions com Waze a l'App Store. Geng Shuang, portaveu del Ministeri d'Afers Exteriors de la Xina, va reiterar la postura del govern xinès davant dels fets, descrivint les protestes com a "actes violents i extrems que desafien la llei i l'ordre de Hong Kong i amenacen la seguretat dels ciutadans".
El 18 d'octubre, en una carta adreçada a Tim Cook, els senadors dels Estats Units Ron Wyden, Tom Cotton, Marco Rubio i Ted Cruz, així com els representatius Alexandria Ocasio-Cortez, Mike Gallagher i Tom Malinowski, van expressar una "forta preocupació" en referència a la decisió d'Apple d'eliminar l'aplicació. El comunicat manifestava la preocupació per si Apple, de la mateixa manera que altres grans corporacions nord-americanes, cedirien davant les creixents demandes xineses en lloc de perdre l'accés a milers de milions de consumidors de la Xina. La carta, a més, fou interpretada com un exemple excepcional del bipartidisme present en el congrés dels Estats Units, ja que tant Cruz com Ocasio-Cortez, ambdós signataris del mateix manifest, han estat típicament vistos en extrems oposats de l'espectre polític nord-americà.

## Influència a Catalunya: Tsunami Democràtic
Un dels principals aspectes que va cridar principalment l'atenció de múltiples mitjans de comunicació internacionals quan van sorgir les primeres manifestacions a Catalunya en contra de la sentència del procés, fou el paral·lelisme d'aquest model de protesta amb el de Hong Kong. Per començar, sí que és veritat que els dos moviments populars i pro-democràtics van tenir el seu inici en una ocupació dels seus respectius aeroports, amb l'objectiu de pertorbar els vols i atraure atenció a nivell internacional. Malgrat tot, allò que destacaven els mitjans especialitzats no era pas aquest fet, sinó aquells aspectes vinculats a l'organització de convocatòries i la difusió d'informació.
Els primers moviments en contra de la sentència del procés a Catalunya van ser principalment dirigits per Tsunami Democràtic, una organització de la qual, inicialment, se'n desconeixien els integrants i els seus futurs objectius. Per tal de fer comunicats i difondre informació rellevant en referència a les convocatòries, Tsunami Democràtic fa ús d'un canal de Telegram, servei de missatgeria instantània que, per raons de seguretat i protecció de dades, també va esdevenir una eina essencial pel desenvolupament de les protestes de Hong Kong. A més, però, el mateix dia en què es va fer pública la sentència a Catalunya, Tsunami Democràtic va anunciar la publicació d'una aplicació que facilitaria la comunicació entre organitzadors i protestants i permetria una millora funcional pel que fa a les crides populars i a les convocatòries obertes.
Tot i que l'aplicació de Tsunami Democràtic per a dispositus mòbils no conté tantes funcions com aquelles amb les quals compta HKmap.live −de fet, l'aplicació catalana es fonamenta en la sol·licitud de disponibilitat i dades com la ubicació dels usuaris−, segons el portal digital de TechCrunch, un dels objectius inicials de Tsunami era el desenvolupament d'un mapa que mostrés, amb els mateixos components que el servei xinès, informació a partir de les dades obtingudes a Telegram. L'aplicació, però, només va ser llançada per a dispositius mòbils Android. D'acord amb les indicacions del lloc web de l'organització, s'està treballant en una versió compatible amb el sistema operatiu iOS que pugui garantir una seguretat i protecció adequades. Aquest fet cal relacionar-lo, lògicament, amb l'experiència de l'aplicació d'Apple d'HKmap.live.
Tots aquests vincles amb el funcionament i la finalitat d'ambdues aplicacions, així com el que suposa el sorgiment d'aquests serveis en el seus respectius contextos polítics i històrics i el desenvolupament paral·lel de les dues apps, ha portat importants mitjans de comunicació nacionals i internacionals a parlar del naixement d'un nou model democràtic i polític, en què els principals moviments populars i qualsevol tipus de mobilització puguin estar coordinats per mitjà de les noves eines que ha habilitat el progrés tecnològic i l'evolució de les xarxes socials.